# Fusillade d'Oak Creek
La fusillade d'Oak Creek a eu lieu dans un temple sikh du Wisconsin le dimanche 5 août 2012 vers 10 h 30, et a fait 8 morts et 3 blessés. Le tueur, Wade Michael Page, a été abattu par la police à l'issue de la fusillade.

## Suspect
Wade Michael Page, né le 1er novembre 1971 à Cudahy (Wisconsin) et mort le 5 août 2012 à Oak Creek, est un ex-militaire de l'US Army de 1992 à 1998, exclu pour alcoolisme.
Il rejoint des groupuscules néo-nazis en 2000 et crée en 2005 un groupe musical skinhead nazi, « End Apathy » .

## Victimes
Les six victimes sont âgées de 39 à 84 ans :
- Sita Singh, 41,
- Ranjit Singh, 49,
- Satwant Singh Kaleka, 65,
- Prakash Singh, 39,
- Paramjit Kaur, 41
- Suveg Singh, 84.